# Jacques-Louis David
Jacques-Louis David (francosko [ʒaklwi david]), francoski slikar, * 30. avgust 1748, Pariz, Francija, † 29. december 1825, Bruselj, Kraljevina Združene Nizozemske (zdaj Belgija). 
Velja za najpomembnejšega slikarja  neoklasicizma v Franciji in Evropi sloga. Leta 1780 je njegov intelektualni duh zgodovinskega slikarstva zaznamoval spremembo okusa od rokokojske frivolnosti do klasične varčnosti, resnosti in povečanega občutka, uskladitve z moralnim ozračjem zadnjih let Ancien Régime.
David je kasneje postal dejaven zagovornik francoske revolucije in prijatelj Maximiliena Robespierra (1758–1794) in je bil dejansko diktator umetnosti pod Francosko republiko. Po padcu Robespierra je bil zaprt, po izpustitvi pa se je povezal s še enim režimom: Napoleonom, prvim konzulom Francije. V tem času je razvil svoj empir slog, znan po uporabi toplih beneških barv. Po Napoleonovem padcu in vrnitvi Bourbonov se je David izselil v Bruselj, takrat del Kraljevine Združene Nizozemske, kjer je ostal do smrti. David je imel veliko učencev, zato je bil najvplivnejši umetnik zgodnjega 19. stoletja, še posebej v akademskem slikarstvu.

## Zgodnje življenje
Jacques-Louis David se je rodil v družini, ki je bila uspešna v Parizu 30. avgusta 1748. Ko je bil star devet let, je njegov oče umrl v dvoboju, njegova mati pa ga je zapustila pri premožnih stricih arhitektih. Dobil je odlično izobrazbo na Collège des Quatre-Nations, Pariški univerzi, vendar nikoli ni bil dober učenec - imel je obrazni tumor, ki je oviral njegov govor in vedno je bil obremenjen z risanjem. Z risbami je pokrival notese in nekoč rekel: »Vedno sem se skrival za inštruktorjevim stolom in risal v času trajanja pouka«. Kmalu je želel postati slikar, toda njegovi strici in mati so želeli, da postane arhitekt. Premagal je opozicijo in se šel učiti od Françoisa Boucherja (1703–1770), vodilnega slikarja časa, ki je bil tudi daljni sorodnik. Boucher je bil rokokojski slikar, toda okusi so se spreminjali in moda je dala prednost bolj klasičnemu slogu. Boucher se je odločil, da bo namesto, da bi prevzel skrb za Davida, tega poslal svojemu prijatelju Josephu Marie Vienu (1716–1809), slikarju, čigar dela predstavljajo klasično reakcijo na rokoko. Tam je David obiskoval Kraljevo akademijo (Académie royale de peinture et de sculpture).
Akademija vsako leto podeljuje izjemnemu študentu prestižni Prix de Rome, ki je financiral 3-5 letno bivanje v Večnem mestu. Ker so umetniki zdaj preučevali klasične sloge, je potovanje v Rim zmagovalcem prineslo priložnost, da na izvoru preučijo ostanke klasične antike in dela italijanskih renesančnih mojstrov. Vsak pensionnaire (učenec) je bil nastanjen v rimski podružnici Francoske akademije, ki je bila od leta 1737 do 1793 v Palazzo Mancini na Via del Corso. David je tekmoval tri zaporedna leta in ni zmagal (z Minerva se bojuje z Marsom, Diana in Apolon ubijata Niobine otroke in Senekova smrt). Vsaka izguba je prispevala k njegovi vseživljenjski zameri proti instituciji. Po drugi izgubi leta 1772 je David gladovno stavkal, dva dni in pol, preden ga je fakulteta spodbudila k slikanju. Prepričan, da je zdaj imel potrebno podporo za zmago v natečaju, je nadaljeval s študijami zelo zavzeto, da ne bi naslednje leto zmagal Prix de Rome. Nazadnje, leta 1774 je David dobil nagrado za sliko Erasistrat odkriva vzrok Antiohove bolezni - motiv so določili sodniki. Oktobra 1775 je potoval v Italijo s svojim mentorjem Josephom Marie Vienom, ki je bil pravkar imenovan za direktorja francoske akademije v Rimu..
Medtem ko je bival v Italiji je večinoma študiral dela mojstrov 17. stoletja, kot so Poussin, Caravaggio in Carracci. Čeprav je izjavil: »Antika me ne zapeljuje, nima animacije, se ne premakne«, je David napolnil dvanajst skicirk z risbami, ki jih je on in njegova delavnica uporabljala kot vzorčne knjige do konca njegovega življenja. Predstavil ga je slikarju Raphaelu Mengsu (1728–1779), ki je nasprotoval rokokojevskemu nagnjenju k sladkanju in trivializaciji starih predmetov, pri čemer se je zavzemal za natančno študijo klasičnih virov in tesno spoštovanje starih modelov. Mengsov načelni, zgodovinski pristop h klasičnim predmetom je močno vplival na Davidovo predrevolucionarno slikanje, kot je Vestalka, verjetno že iz 1780-ih let. Mengs je seznanil tudi Davida s teoretskimi spisi o antičnih kipih Johanna Joachima Winckelmanna (1717–1768), nemškega znanstvenika, ki je bil ustanovitelj sodobne umetnostne zgodovine. Kot del Prix de Rome si je David leta 1779 ogledal novo izkopane ruševine Pompejev, kar je poglobilo njegovo prepričanje, da je obstoj klasične kulture indeks njegove večne konceptualne in formalne moči. Med potovanjem je David preudarno preučeval risarje visoke renesanse, Rafael pa je na mladega francoskega umetnika naredil globok in trajen vtis. 

## Zgodnja dela
Čeprav so Davidovi kolegi študentje na akademiji ugotovili, da je težko shajati z njim, so prepoznali njegov genij. Davidovo bivanje na francoski akademiji v Rimu je bilo podaljšano za eno leto. Julija 1780 se je vrnil v Pariz. Tam je ugotovil, da so ljudje pripravljeni uporabiti svoj vpliv zanj in je postal uradni član Kraljevske akademije. Akademiji je poslal dve slikici, obe sta bili vključeni v Salon leta 1781, kar je bila velika čast. Pohvalili so ga njegovi znani sodobni slikarji, vendar je bila uprava Kraljeve akademije zelo neprijateljska do tega mladega začetnika. Po Salonu je dal kralj Davidu stanovanje v Louvru, starodavni in zelo željen privilegij velikih umetnikov. Ko je pogodbeni izvajalec kraljevih gradbenih del, M. Pécoul, uredil z Davidom, je prosil umetnika, naj se poroči z njegovo hčerko Marguerite Charlotte. Ta zakon mu je prinesel denar in sčasoma štiri otroke. David je imel okoli 50 svojih učencev in vlada mu je naročila, da naslika Horace brani svojega očeta, vendar se je kmalu odločil: »Samo v Rimu lahko slikam Rimljane«. Njegov tast je zagotovil denar, ki ga je potreboval za potovanje, David pa je šel v Rim skupaj s svojo ženo in tremi študenti, od katerih je bil Jean-Germain Drouais (1763–1788), zmagovalec Prix de Rome v tem letu.
V Rimu je David leta 1784 naslikal svojo slavno Prisego Horacijev. V tem delu se umetnik sklicuje na vrednosti razsvetljenstva, medtem ko se sklicuje na Rousseaujevo družbeno pogodbo. Republikanski ideal splošnega je postal osrednji poudarek slike z vsemi tremi sinovi, stoječimi nasproti očetu. Prisega med značaji se lahko prebere kot dejanje združevanja moških do zvestobe državi. V tem delu se prav tako pojavlja vprašanje vloge spolov, saj ženske v Horacijih močno nasprotujejo skupini bratov. David riše očeta s hrbtom proti ženskam, ki jih izpusti iz prisege. Zdi se tudi, da so manjše in fizično izolirane od moških. Moškost in disciplina, prikazana s togo in samozavestno stojo, je prav tako močno v nasprotju s sključeno, zamaknjeno žensko mehkostjo, ustvarjeno v drugi polovici kompozicije. Tukaj vidimo jasno razdelitev moških in ženskih atributov, ki so seksualnost omejevali na posebne vloge v okviru popularizirane Rousseaujeve doktrine o »ločenih sferah«. 
Ti revolucionarni ideali so prav tako razvidni iz slike Razdelitev orlovskih praporov. Medtem ko  Prisega Horacijev in Prisega v teniški dvorani poudarjata pomen samopoškodovanja moškega za državo in patriotizem, bi Razdelitev orlovskih praporov zahtevala samožrtvovanje za svojega cesarja (Napoleon) in pomen veličine bojnega polja.
[[File:David - The Death of Socrates.jpg|thumb|Sokratova smrt (1787)
Leta 1787 David ni postal direktor francoske akademije v Rimu, kar je bil položaj, ki si ga je močno želel. Grof, odgovoren za imenovanja, je dejal, da je David premlad, vendar je dejal, da ga bo podpiral 6 do 12 let. Ta položaj bi bil med mnogimi, ki bi ga v prihodnjih letih pripeljali do Akademije.
Za Salon leta 1787 je David razstavil svojo slavno Socratovo smrt. »Obsojen na smrt, Sokrat, močan, miren in miren, govori o nesmrtnosti duše. Obkrožen s Kritom, njegovimi žalostnimi prijatelji in učenci, poučuje, filozofira in se v resnici zahvaljuje Bogu zdravja, Asklepiju, da bo poskrbel za mirno smrt ... Sokratova žena se vidi sama žalostna zunaj sobe, zavrnjena zaradi njene šibkosti. Platon je upodobljen kot star mož, ki sedi na koncu postelje«. Kritiki so primerjali Sokrata z Michelangelovim stropom Sikstinske kapele in Rafaelovimi sobami in nekdo, po desetih obiskih Salona, ga je opisal kot »v vsakem smislu popoln«. Denis Diderot je rekel, da je izgledalo, kot da ga je kopiral iz nekega antičnega reliefa. Slika je bila zelo v skladu s politično klimo v tistem času.
Davidova naslednja slika je bila Liktorji prinašajo Brutu telesa njegovih sinov. Delo je bilo izjemno zanimivo za tisti čas. Pred odprtjem Salona se je začela francoska revolucija. Ustanovljena je bila narodna skupščina in padla je Bastilja. Kraljevi dvor ni hotel s propagando agitirati ljudi, zato je bilo vse slike treba preveriti, preden so bile obešene. Zaradi takih razlogov so organi oblasti prepovedali Davidov portret Lavoisierja, ki je bil kemik in fizik, pa tudi aktivni član jakobinske stranke. Ko so časopisi poročali, da vlada ni dovolila prikazovanja slike Liktorji prinašajo Brutu telesa njegovih sinov, so bili ljudje ogorčeni in kraljevi so jo bili prisiljeni dati noter. Slika je bila obešena na razstavi, zaščitena s študenti umetnosti. Slika prikazuje Lucija Junija Bruta, rimskega voditelja, žalujočega za svojimi sinovi. Brutovi sinovi so poskušali strmoglaviti vlado in obnoviti monarhijo, zato je oče odredil smrt, da bi ohranil republiko. Brut je bil junaški branilec republike, žrtvoval svojo družino za dobro republike. Na desni, mati drži svoji dve hčerki, na skrajni desni vidimo varuško v mukah. Brut sedi levo, sam, razmišlja, navidezno odpusti trupla svojih sinov. Vedel je, kaj je naredil, najbolje za svojo državo, vendar napeta drža njegovih stopal in prstov razkriva njegovo notranjo krizo. Celotna slika je bila republikanski simbol in očitno je imela v teh časih velikanski pomen v Franciji. Ponazorila je državljansko vrlino, vrednost, ki se je med revolucijo zelo cenila.

## Francoska revolucija
Na začetku je David podpiral revolucijo, prijatelja Robespierra in člana jakobincev. Medtem ko so drugi zapustili državo zaradi novih in večjih priložnosti, je David ostal, da bi pomagal uničiti stari red; bil je ubežnik, ki je glasoval v Narodni skupščini o usmrtitvi Ludvika XVI.. Ni jasno, zakaj je to naredil, saj je bilo veliko več priložnosti zanj pod kraljem, kot pod novo vlado; nekateri ljudje nakazujejo, da je Davidova ljubezen do klasike povzročila, da se je v tem obdobju lotil vseh, vključno z republikansko vlado.
Drugi so verjeli, da je v svoji osebnosti našel ključ do umetniške revolucionarne kariere. Nedvomno naj bi Davidovo umetniško občutljivost, živahni temperament, spremenljiva čustva, goreče navdušenje in ostra neodvisnost pričakovali, da bi mu pomagali obrniti proti uveljavljenemu redu, vendar niso v celoti pojasnili njegove predanosti republikanskemu režimu. Niti nejasni izjave tistih, ki so vztrajali pri njegovi »močni ambicij ... in nenavadni energiji volje«, dejansko ne predstavljajo njegove revolucionarne povezave. Tisti, ki so ga poznali, so trdili, da je v tem obdobju njegov »velikodušen plamen«, vzvišen idealizem in dobronamernost, čeprav včasih fanatično navdušenje, namesto oportunizma in ljubosumja, spodbudil njegove dejavnosti.
Kmalu je David obrnil svoj kritičen pogled na Kraljevo akademijo slikarstva in kiparstva. Ta napad je bil verjetno predvsem posledica hinavščine organizacije in osebna nasprotovanja njegovemu delu, kot je razvidno iz prejšnjih epizod Davidovega življenja. Kraljevo akademijo so nadzirali rojalisti, ki so nasprotovali Davidovim poskusom reforme; tako je narodna skupščina končno odredila, da se spremeni v skladu z novo ustavo.
David je nato začel delati nekaj, kar ga bo kasneje preganjalo: propagando za novo republiko. Davidova slika Bruta je bila prikazana med Voltairovo tragedijo Brutus.
Leta 1789 je Jacques-Louis David poskušal pustiti svoj umetniški pečat na zgodovinskih začetkih francoske revolucije s sliko Prisega v teniški dvorani. David je to nalogo opravil ne iz osebne politične prepričanosti, temveč zato, ker je dobil naročilo. Slika je bila namenjena kot spomin na dogodek z istim imenom, vendar ni bila nikoli končana. Maja je bil sklican sestanek generalnega sekretariata, ki je obravnaval reforme monarhije. Pojavila se je vznemirjenost, ali bi se trije nivoji oblasti sestajali ločeno, kot je bila tradicija ali kot eno telo. Kraljevo strinjanje z zahtevami višjih oblasti je 17. junija poslance tretjega nivoja preimenovalo v narodno skupščino. Tri dni pozneje so jih zaklenili iz dvorane, ko so se poskušali srečati in jih prisilili na ponovno srečanje v kraljevi teniški dvorani v zaprtih prostorih. Na čelu z Jean-Sylvainom Baillyjem so naredili »svečano prisego, da se nikoli ne bodo ločili«, dokler ne bi bila sprejeta nacionalna ustava. Leta 1789 je bil ta dogodek obravnavan kot simbol nacionalne enotnosti proti staremu režimu. Zavrnitev pogojev je prisego označilo za nov prehod v človeški zgodovini in ideologiji. David je prevzel društvo prijateljev ustave, telo, ki bi sčasoma oblikovalo jakobince, da bi častili ta simbolični dogodek.
Ta primer je pomemben na več načinov, ker je sčasoma pripeljal Davida, da se je končno vključil v politiko, ko se je pridružil jakobincem. Slika naj bi bila velika po obsegu; figure v ospredju so bile portreti kolegov v naravni velikosti, vključno z Jean-Sylvainom Baillyjem, predsednikom Ustavne skupščine. David se je obrnil na Društvo prijateljev Ustave, da si je izprosil dodatno financiranje. Financiranje projekta naj bi potekalo od več kot tri tisoč naročnikov, ki so upali, da bodo prejeli tiskano sliko. Kljub temu, da denarja ni bilo dovolj, je država financirala projekt. 
David se je leta 1790 odločil, da bo sodoben dogodek preoblikoval v veliko zgodovinsko sliko, ki se je v salonu leta 1791 pojavila kot velika perorisba. Kot v Prisegi Horacijev, David predstavlja enotnost moških v službi patriotskega ideala. Iztegnjena roka, ki je v obeh delih vidna, izdaja Davidovo globoko prepričanje, da se v Franciji odvijajo dejanja republikanske vrline, podobne tistim, ki jih imajo Rimljani. Kar je bilo v bistvu dejanje intelekta in razuma, David v tem delu ustvarja dramo. Zdi se, da moč ljudi "piha" skozi prizor z nevihtnim vremenom, v smislu, ki bi se nanašal na nevihto, to je revolucijo.
Simbolizem v tem umetniškem delu predstavlja revolucionarne dogodke tega časa. Figura sredi dvigne svojo desno roko, ki prisega, da se nikoli ne bo razdvojila, dokler ne dosežejo svojega cilja, da bi ustvarili »ustavo sveta določeno na trdnih temeljih«. Pomen tega simbola je poudaril dejstvo, da so množice rok nagnjene k roki, ki tvorijo trikotno obliko. Poleg tega je odprt prostor v zgornji polovici, ki je v nasprotju z zmešnjavo v spodnji polovici, namenjen poudarjanju velikosti igrišča za tenis.
V svojem poskusu prikazati politične dogodke revolucije v "realnem času", je David poskušal z novimi in nerodnimi potmi v umetnostnem svetu. Toda Thomas Crow trdi, da se je ta pot »izkazala kot manj pot naprej kot slepa ulica za zgodovinsko slikarstvo«. V bistvu zgodovina propada Davidove Prisege v teniški dvorani ponazarja težavo ustvarjanja del v umetnosti, ki prikazujejo trenutne in sporne politične pojave. Politične razmere v Franciji so se izkazale za preveč nestanovitne, da bi omogočile dokončanje slike. Enotnost, ki naj bi bila simbolizirana v sliki, ni več obstajala v radikaliziranem letu 1792. Narodna skupščina se je razdelila med konzervativce in radikalne jakobince, ki so se borili za politično moč. Do leta 1792 ni bilo več soglasja, da so vsi revolucionarji v teniški dvorani junaki. Veliko junakov leta 1789 je postalo zlobnih iz leta 1792. V tej nestabilni politični atmosferi je Davidovo delo ostalo nedokončano. Z le nekaj golimi figurami, ki so bile na velikem platnu, je David opustil sliko. Dokončanje bi bilo politično nesprejemljivo. Po tem incidentu, ko je David poskušal naslikati politično izjavo, se je vrnil k manj politično obremenjeni uporabi metafore, da bi posredoval svoje sporočilo.
Ko je leta 1778 umrl Voltaire, je cerkev zavrnila cerkveni pokop, in ga pokopali v bližini samostana. Leto kasneje so Voltairovi stari prijatelji začeli kampanjo, da bi njegovo telo pokopali v Pantheonu, ker je francoska vlada zaplenila premoženje cerkve. Leta 1791 je bil David imenovan za vodjo organizacijskega odbora za slovesnost, parado po ulicah Pariza do Panthéona. Kljub dežju in nasprotovanju konservativcev zaradi zneska porabljenega denarja, je potekala procesija. Do 100.000 ljudi je gledalo "Očeta revolucije", ki so ga pripeljali do počivališča. To je bil prvi od številnih velikih festivalov, ki jih je David organiziral za republiko. Še naprej je organiziral festivale za mučence, ki so umrli v boju proti rojalistom. Ti pogrebi so se odzvali na verske praznike poganskih Grkov in Rimljanov in jih mnogi gledajo kot na Saturnalije.
David je v teh gledaliških predstavah vključil številne revolucionarne simbole in orkestriral ceremonialne obrede, s čimer je radikaliziral uporabno umetnost. Najbolj priljubljen simbol, za katerega je bil David odgovoren kot propagandni minister, je bil narejen iz klasičnih grških podob; spreminjal in spreobračal jih je s sodobno politiko. Na obsežnem festivalu, ki je potekal ob obletnici upora, ki je spodnesel monarhijo, je bila Davidova figura Herkula razkrita v procesiji sledeč Boginji svobodi (Marianne). Liberty, simbol razsvetljenskih idealov, je bil tukaj spreobrnjen s simbolom Herkula; moč in strast za zaščito Republike proti neenakosti in frakcionizmu. V svojem govoru med procesijo je David »izrecno poudaril nasprotovanje med ljudmi in monarhijo, Herkul je bil vsekakor izbran, da bi to opozarjanje postalo bolj očitno«. Ideali, ki jih je David povezal s svojim Herkulom, so enolično spremenili figuro iz znaka starega režima v močan nov simbol revolucije. »David ga je obrnil v reprezentacijo kolektivne, ljudske moči. Vzel je enega od priljubljenih znakov monarhije in ga reproduciral, dvignil v znak svojega nasprotja«. 
Junija 1791 je kralj poskusil pobegniti iz države, a je bil na avstrijski meji med Avstrijo in Nizozemsko prisiljen, da se pod stražo vrne v Pariz. Ludvik XVI. je pisal skrivne prošnje cesarju Leopoldu II. Avstrijskem, bratu Marije Antoanette, da bi ga vrnil na prestol. Avstrija je nato grozila Franciji, če so bi bil kraljevi par prizadet. V reakciji so ljudje aretirali kralja. To je pripeljalo do invazije po sojenju in usmrtitvi Ludvika in Marije Antoinette. Francosko ljudstvo je leta 1792 uničilo bourbonsko monarhijo, nato pa se bo po Napoleonu obnovila, nato pa ponovno uničila z obnovo hiše Bonaparte. Ko je nova narodna skupščina potekala prvič, je tam sedel tudi David s svojima prijateljema Jean-Paulom Maratom in Robespierrom. V skupščini je David kmalu zaslužil vzdevek "divji terorist". Kmalu so Robespierrovi agenti odkrili skrivnost obokov kraljevega dokazovanja, da je poskušal zrušiti vlado in zahteval njegovo usmrtitev. Narodna skupščina je sodila Ludviku XVI. David je glasoval za smrt kralja, kar je povzročilo, da se je njegova žena, rojalistka, razvezala.
Ko je bil 21. januarja 1793 Ludvik XVI. usmrčen, je umrl še en človek - Louis Michel le Peletier de Saint-Fargeau. Le Peletierja je prejšnji dan ubil kraljevi telesni stražar v maščevanju, ker je glasoval za smrt kralja. David je bil pozvan, da organizira pogreb in naslikal Umor Le Peletierja. V njem je bil viden ubijalski meč, ki je visel z enim koncem konjske žime nad telesom Le Peletierja, koncept, ki ga je navdihnila pregovorna antična zgodba o Damoklejevem meču, ki je pokazala negotovost moči in položaja. To je poudarilo pogum, ki ga je prikazal Le Peletier in njegovi spremljevalci pri usmerjanju zatiralskega kralja. Meč prebada list papirja, na katerem je zapisano »Glasujem za smrt tirana«, in kot poklon v spodnjem desnem kotu slike je David napisal »David za Le Peletiera 20. januarja 1793«. Sliko je kasneje uničila rojalistična hčerka Le Peletierja in je znana samo po risbi, gravuri in sodobnih zapisih. Kljub temu je bilo to delo pomembno v Davidovi karieri, ker je bila prva popolna slika francoske revolucije, ki je bila narejena v manj kot treh mesecih in delo, s katerim je začel proces regeneracije, ki bi se nadaljeval z Davidovo mojstrovino Maratova smrt.
13. julija 1793 je Davidov prijatelja Marata z nožem umorila Charlotte Corday, ki ga je skrivala v svojih oblačilih. V Maratovo hišo je dobila vstop, da bi mu predstavila seznam ljudi, ki naj bi bili usmrčeni kot francoski sovražniki. Marat se ji je zahvalil in rekel, da bodo naslednji teden giljotirani, po tem ga je Corday smrtno zabodla. Kmalu zatem je bila usmrčena. Cordayeva je bila iz nasprotne politične stranke, kar je mogoče videti v zapisu, ki ga je zapisal Marat v Davidovi poznejši sliki, Maratova smrt. Marat, član narodne skupščine in novinar, je imel kožno bolezen, ki je povzročila, da ga je grozno srbelo. Edino olajšanje, ki bi ga lahko dobil, je bilo v njegovi kadi, nad katero je improviziral mizo, da je napisal svoj seznam osumljenih protirevolucionarjev, ki bi jih morali hitro preizkusiti in če bi bili obsojeni, giljotinirati. David je spet organiziral spektakularen pogreb in Marat pokopali v Panthéonu. Maratovo telo je bilo postavljeno na rimsko posteljo, prikazana njegova rana in desna roka drži pero, ki ga je uporabil za obrambo republike in njenih ljudi. Ta koncept je bil zapleten zaradi dejstva, da je truplo začelo razpadati. Maratovo telo je bilo treba redno posipati z vodo in kisom, ker je bilo še polno ljudi, ki bi želeli videti njegovo truplo pred pogrebom 15. in 16. julija. Smrad je postal vse hujši, vendar je pogreb moral počakati do večera 16. julija.
Maratova smrt, verjetno najbolj znana Davidova slika, se imenuje Pietà revolucije. Ob predstavitvi slike skupščini je dejal: »Državljani, ljudje so znova klicali prijatelja, slišal se je njihov opuščeni glas: David, vzemi krtače ..., maščevati Marata ... slišal sem glas ljudi. Poslušal sem«. David je moral hitro delati, vendar je bil rezultat preprosta in močna slika.
Maratova smrt' je leta 1793 postala vodilna podoba Terrorja in je v svet revolucije spravila Marata in Davida. To delo danes pomeni »gibljivo pričevanje o tem, kaj je mogoče doseči, ko se umetnikovo politično prepričanje neposredno manifestira v njegovem delu«.  Takrat je bil ustvarjen politični mučenik, ko je David prikazal Marata z vsemi znaki resničnega umora, na način, ki močno spominja na Kristusa ali njegove učence.  Čeprav je realistično prikazan subjekt, ostaja brez življenja v precej nadnaravnem sestavu. S surogatnim nagrobnikom, postavljenim pred njim in skoraj sveto svetlobo na celotno sceno; ki aludira na obstoj izven sveta. »Ateisti, čeprav sta bila David in Marat, tako kot mnogi drugi goreča socialna reformatorja sodobnega sveta, se zdi, da so ustvarili novo vrsto religije«.  V samem središču teh prepričanj je stala republika.
Po kraljevi usmrtitvi se je začela vojna med novo republiko in skoraj vsako večjo močjo v Evropi. David kot član Odbora za splošno varnost je prispeval neposredno k vladavini terorja . Organiziral je svoj zadnji festival: festival Vrhovnega bitja. Robespierre je spoznal, kakšno ogromno propagandno orodje so bili ti festivali in se odločil, da bo ustvaril novo religijo, ki bo mešala moralne ideje z Republiko in temeljila na ideji Rousseauja. Ta postopek se je že začel z zaplembo cerkvenih zemljišč in zahteval, da duhovniki prisegajo državi. Festivali, imenovani fêtes, bi bili metoda indoktrinacije. Na določen dan, 20 Prairial po revolucionarnem koledarju, je govoril Robespierre, se spustil po stopnicah in z baklo, ki mu jo je dal David, sežigal kartonsko podobo, ki je simbolizirala ateizem in razkrivala podobo modrosti pod njim.
Kmalu se je vojna začela dobro razvijati; francoski vojaki so korakali po južni polovici Nizozemske (ki je kasneje postala Belgija) in nujnosti nadzora Odbora za javno varnost ni bilo več. Potem so zarotniki zajeli Robespierra na narodni skupščini in ga kasneje giljotinirali, s čimer je bilo konec vladavine terorja. Ko je bil Robespierre aretiran, je David klical svojemu prijatelju: »Če piješ kruh, ga bom pil s teboj.« [19] Po tem je najbrž zbolel in se ni udeležil večerne seje zaradi "želodčne bolečine", ki ga je rešila, da bi bil skupaj z Robespierrom giljotiniran. David je bil aretiran in zaprt, najprej od 2. avgusta do 28. decembra 1794 in nato od 29. maja do 3. avgusta 1795. Tam je naslikal svoj portret, pokazal se je veliko mlajšega od dejanskega, pa tudi tistega v ječi

## Po revoluciji
Ko ga je Davidova žena obiskala v zaporu, je zasnoval idejo, da pripoveduje zgodbo o Posilstvu Sabink. Poseg Sabink, naj bi naslikal v čast svoji ženi, tema pa je ljubezen, ki prevladuje nad konfliktom. Sliko je bilo videti tudi kot poziv, da se ljudje ponovno združijo po krvavi revoluciji.
David je za to sliko zasnoval nov slog, ki ga je imenoval »čisti grški slog«, v nasprotju z »rimskim slogom« njegovih prejšnjih zgodovinskih slik. Na novo sliko je močno vplival umetnostni zgodovinar Johann Joachim Winckelmann. Po Davidovih besedah so »najpomembnejše splošne značilnosti grških mojstrovin plemenita preprostost in tiha velikost v pozi in v izrazu«.  Tu so namesto mišičnosti in robatosti figur njegovih preteklih del bolj zračno brušena, ženstvena in slikarska.
To delo je vzbudilo tudi pozornost Napoleona. Zgodba za sliko je naslednja: »Rimljani so ugrabili hčerke svojih sosedov, Sabinke. Kot maščevanje za ugrabitve so Sabinci napadli Rim, čeprav ne takoj - Hersilia, hči Tatiusa, vodje Sabincev, je bila poročena z Rimulusom, rimskim voditeljem, in imela dva otroka. Tukaj vidimo Hersilijo med njenim očetom in možem, ko zavrača bojevnike na obeh straneh, da ne bi odpeljali žene od svojih mož ali mater od svojih otrok. Druge Sabinke se pridružijo v svojih spodbudah«." V tem času so bili mučeniki revolucije odstranjeni iz Panteona in pokopani v skupnem grobu, revolucionarni kipi pa so bili uničeni. Ko je bil David končno izpuščen, se je Francija spremenila. Njegovi ženi ga je uspelo odpeljati iz zapora. Z njo se je ponovno poročil leta 1796. Končno je v celoti obnovil svoj položaj, se umaknil v svoj studio, vzel učence in se večinoma umaknil iz politike.
Avgusta 1796 so David in mnogi drugi umetniki podpisali peticijo, ki jo je orkestiral Quatremère de Quincy, ki je postavil pod vprašaj modrost načrtovanega zasega umetniških del iz Rima. Direktor Barras je verjel, da je Davidov podpis "prevara", čeprav je eden od Davidovih učencev opozoril, da je leta 1798 njegov gospodar obžaloval dejstvo, da so bile mojstrovine uvožene iz Italije.

## Napoleon
Davidova tesna povezanost z Odborom za javno varnost med Terrorjem je privedla do podpisa smrtne obsodbe manjšega plemiča Alexandra de Beauharnaisa. Beauharnaisova vdova, Joséphine, se je poročila z Napoleonom Bonaparte in postala njegova cesarica; David je sam predstavil njuno kronanje v sliki Kronanje Napoleona in Jožefine 2. decembra 1804.
David je bil od prvega srečanja oboževalec Napoleona, ki ga je prizadela Bonapartova klasična značilnost. Zahteva, da se sedi zraven zasedenega in nestrpnega generala, je Davidu leta 1797 omogočila, da je lahko skiciral Napoleona. David je narisal obraz osvajalca Italije, vendar polna kompozicija Napoleona, ki drži mirovno pogodbo z Avstrijo, ostaja nedokončana. Bonaparte je zelo spoštoval Davida in ga je prosil, naj ga spremlja v Egipt leta 1798, vendar ga je David zavrnil, ker je bil prestar za pustolovščino in poslal svojega študenta Antoine-Jeana Grosa.
Po Napoleonovem uspešnem državnem udaru leta 1799 je prvi konzul naročil Davidu spomin svojega drznega prečkanja Alp. Prelaz svetega Bernarda je Francozom omogočil, da so presenetili avstrijsko vojsko in osvojil zmago v bitki pri Marengu 14. junija 1800. Čeprav je Napoleon prečkal Alpe na muli, je zahteval, naj se slika kako »mirno sedi na ognjenem konju«. David je to spoštoval in naslikal Napoleon na prelazu sveti Bernard. Po razglasitvi cesarstva leta 1804 je David postal uradni dvorni slikar režima. V tem času je vzel študente, med katerimi je bil tudi belgijski slikar Pieter van Hanselaere.
Eno od del naročenih Davidu, je bilo Napolonovo kronanje v Notre Dame. Davidu je bilo dovoljeno gledati dogodek. Imel je načrte Notre Dame in udeleženci kronanja so prišli v njegov studio, da bi jih naslikal, čeprav ne cesar. Davidu je uspelo zasebno sedeti s cesarico Joséphine in Napoleonovo sestro Caroline Murat, s posredovanjem nekdanjega umetniškega patrona Marshala Joachima Murata, cesarjevega sina. Za njegovo ozadje je David imel kor Notre Dame kot akt poln znakov. Papež Pij VII. je prišel sedet za sliko in dejansko blagoslovil Davida. Napoleon je prišel k slikarju, eno uro gledal na platno in rekel: »David, pozdravljam vas«. David je zaradi Napoleonovi različnih muh moral predelati več delov slike, za to pa je prejel štiriindvajset tisoč frankov.

## Pregnanstvo in smrt
Ko so se Bourboni vrnili na oblast, se je David uvrstil na seznam prepovedanih nekdanjih revolucionarjev in bonapartistov, ker je glasoval za usmrtitev kralja Ludvika XVI. in za sodelovanje pri smrti Ludvika XVII. Na novo ustoličen burbonski kralj, Ludvik XVIII. je Davidu odobril amnestijo in mu celo ponudil položaj dvornega slikarja. David ga je zavrnil in šel v prostovoljno izgnanstvo v Bruselj. Tam je treniral in vplival na bruseljske umetnike, kot so François-Joseph Navez in Ignace Brice, naslikal Kupida in Psihe in tiho preživel preostanek svojega življenja s svojo ženo (s katero se je ponovno poročil). V tem času je slikal mitološke prizore manjšega obsega in portrete meščanov Bruslja in Napoleonovih emigrantov, kot je Baron Gerard.
David je v letih 1822–1824 ustvaril svoje zadnje veliko delo Mars, ki ga je razorožila Venera in tri Gracije. Decembra 1823 je napisal: »To je zadnja slika, ki jo želim naslikati, vendar se želim preseči. Dal si jo bom za mojih petinsedemdeset let, potem pa nikoli več ne bom vzel čopiča«. Končana slika - izzivanje brušenega porcelana zaradi njene čiste barve - je bila najprej razstavljena v Bruslju, nato pa v Parizu, kjer so bili njegovi nekdanji dijaki navdušeni.
Razstava je bila dobičkonosna - 13.000 frankov, po odbitku operativnih stroškov, tako je več kot 10.000 ljudi obiskalo in si ogledalo sliko. V njegovih kasnejših letih je David ostal v celoti zvest svojim umetniškim sposobnostim, tudi potem, ko je kap spomladi 1825 iznakazila njegov obraz in ga je mučilo govorjenje. Junija 1825 se je odločil, da se bo lotil izboljšane verzije svoje Jeza Ahila (znane tudi kot Žrtev Ifigenije); prejšnja različica je bila končana leta 1819 in je zdaj v zbirki umetniškega muzeja Kimbell v Fort Worthu v Teksasu. David je rekel prijateljem, ki so obiskali njegov studio: »ta [slika] me je ubila«. Ko je David umrl, je bila slika končana, naročnik Ambroise Firmin-Didot pa jo je pripeljal nazaj v Pariz in jo vključil na razstavo Pour les grecs, ki jo je organiziral in ki se je odprla v Parizu aprila 1826.
David je umrl 29. decembra 1825. Po njegovi smrti so bili nekateri portreti na dražbi prodani v Parizu, malo vredni; znana Maratova smrt je bila razstavljena v osamljeni sobi, da bi se izognila odmevnim občutkom javnosti. Zaradi prepovedi vrnitve v Francijo, je bil slikar Jacques-Louis David pokopan v Bruslju in se leta 1882 preselil na Bruseljsko pokopališče, medtem ko nekateri pravijo, da je njegovo srce pokopano s svojo ženo na pokopališču Pèreju Lachaise v Parizu. David je leta 1803 postal Chevalier de la Légion d'honneur. Leta 1808 je bil uveljavljen kot oficir. Leta 1815 je bil povišan v Commandeur de la Légion d'honneur.

## Portretiranje
Poleg svojih zgodovinskih slik je David končal številne zasebno naročene portrete. Warren Roberts je med drugim poudaril kontrast med Davidovim "javnim slogom" slikarstva, kot je prikazano v njegovih zgodovinskih slikah in njegovem "zasebnem slogu", kot je prikazan v njegovih portretih.  Njegove portrete je zaznamoval občutek resnice in realizma. Osredotočil se je na definiranje značilnosti in likov svojih subjektov, ne da bi jih idealiziral.  To se razlikuje od sloga, ki ga vidimo v njegovih zgodovinskih slikah, v katerih idealizira svoje figure in lastnosti, da se uskladijo z grškimi in rimskimi ideali o lepoti.  V portretih je veliko podrobnosti, ki opredeljuje manjše funkcije, kot so roke in tkanine. Sestave njegovih portretov ostajajo preproste s praznimi ozadji, ki gledalcu omogočajo, da se osredotoči na podrobnosti predmeta.
Portret, ki ga je naredil o svoji ženi (1813), je primer njegovega tipičnega portretnega sloga. Ozadje je temno in preprosto brez kakršnih koli namigov glede stvari, zaradi česar se gledalec popolnoma osredotoči na njo. Njene značilnosti so neidealizirane in resnične za njen videz. Obstaja veliko podrobnosti, na katere lahko opozorimo kot je saten obleke, ki jo nosi, draperije šala okoli nje in roke, ki počivajo v naročju.
Pri sliki Brutusa (1789) sta moški in njegova žena ločena, moralno in fizično. Take slike, ki prikazujejo veliko moč patriotske žrtve, je David postal priljubljen junak revolucije.
V sliki Portret Antoine-Laurent Lavoisier in njegove žene (1788) sta moški in njegova žena povezana v intimnem položaju. Ona se nasloni na ramo, medtem ko on ustavi svoje delo, da pogleda nanjo. David naslika mehko svetlobo, ne v ostrem kontrastu Brutusa ali Horacijev. Zanimivo je bilo, da je Lavoisier zbiralec davkov, pa tudi znan kemik. Čeprav je zapravil kar nekaj svojega denarja, ko je poskušal očistiti močvirje in izkoreniniti malarijo, je bil med vladavino terorja poslan pod giljotino kot sovražnik ljudstva. David, ki je bil močan član narodne skupščine, je stal in gledal. 
Proti koncu Davidovega življenja je slikal portret svojega starega prijatelja Abbé Sieyès. Oba sta bila vključena v revolucijo, oba preživela čiščenje političnih radikalov, ki so sledili vladavini terorja.

## Film
Danton (Andrzej Wajda, Francija, 1982) - Zgodovinska drama. Številni prizori vključujejo Davida kot tih lik, ki gleda in riše. Film se osredotoča na obdobje Terorja.

## Galerija
- Diana in Apolon prebadata Niobine otroke s svojimi puščicami (1772), Dallas Museum of Art
- Antioh in Stratonik (1774), École nationale supérieure des Beaux-Arts
- Patrokel, študija (1780), Musée Thomas-Henry
- Hektorjevo telo (1778)
- Portret Antoine-Laurent Lavoisierja in njegove žene (1788), Metropolitan Museum of Art, New York
- Paris in Helena (1788), Musée du Louvre
- Portret Pierra Sériziata, (1795), Louvre
- Portret Madame de Verninac (1798–1799), rojena Henriette Delacroix, starejša sestra Eugèna Delacroixa, Louvre
- Portret Madame Récamier (1800), Louvre
- Suzanne Le Peletier de Saint-Fargeau (1804), The J. Paul Getty Museum
- Portret papeža Pija VII. (1805), Louvre
- Marguerite-Charlotte David (1813), National Gallery of Art, Washington, D.C.
- Étienne-Maurice Gérard (1816), Metropolitan Museum of Art, New York
- Kontesa Vilain XIIII. in njena hči (1816), National Gallery, London
- Portret grofa de Turenne (1816), Ny Carlsberg Glyptotek, Copenhagen
- Jupiter et Antiope (1768), zgodnje delo kaže vpliv Jean-Baptista Greuzea[22]
- Kupid in Psihe (1817), Cleveland Museum of Art
- Slovo Telemaha in Evharisa (1818)
- Jeza Ahila (1825), Private Collection